# メイン・ロード
メイン・ロード（Maine Road）は、かつてイギリス・大マンチェスタ州マンチェスターに存在したサッカースタジアムである。開場から閉鎖まで、マンチェスター・シティFCのホームグラウンドとして使われた。

## 歴史
1923年の完成時にはイギリス国内においては旧ウェンブリー・スタジアムに次ぐ2番目の規模を誇り、1934年のFAカップ（マンチェスター・シティ対ストーク・シティFC）では84,569人の観衆が入ったと記録されている。
1945年から8年間は同じくマンチェスターを本拠地とするマンチェスター・ユナイテッドFCも本拠地として使用した。これはユナイテッドの本拠地であるオールド・トラッフォードが第二次世界大戦時のナチス・ドイツによる空襲で被害を受け、その修復費用も工面できなかった為である。なおユナイテッドが1948年にアーセナルFCと対戦した際の観客数「83,260名」は現在のプレミアリーグ時代を含むフットボールリーグにおける観客数のレコードである。
1953年にナイター設備が、1956年にスタンドに屋根が取り付けられた。この屋根設置以降、メインスタンドは「キパックス」と呼ばれるようになり、シティの熱狂的サポーターが集う場所として知られる様になった。
以降もシティの本拠地として使用され続けてきたが、スタンドの老朽化及びキャパシティの増加を狙いマンチェスター市は2002年に新たにシティ・オブ・マンチェスター・スタジアム（エディハド・スタジアム）を建設。これに伴いメイン・ロードは廃止されることとなり、2003年5月にシティとサウサンプトンFCと間で行なわれた試合が最後となった。
翌2004年にスタンドは解体。現在は住宅地として再開発が進められている。